# Classe de perfectionnement
Les classes de perfectionnement, annexées aux écoles élémentaires publiques et les écoles autonomes de perfectionnement, pour les enfants arriérés ont été créées en France par la loi du 15 avril 1909. Elles ont perduré jusqu'en 2005.
Les Classes pour l'intégration scolaire (CLIS) les ont remplacées progressivement, à partir de 1991, bien que n'ayant pas la finalité professionnalisante.
Ces classes spécialisées sont les prémices de l'intégration scolaire, dans le système éducatif français, bien que la notion d'adaptation de l'école à l'élève n'apparaisse qu'au milieu des années 1970, (« l'adaptation des élèves [...] dont le handicap est définitif ou durable » est nécessaire, et « la classe normale [...] ne peut ni ne doit s’adapter »).
Elles avaient pour but initial de scolariser les enfants anormaux, hospitalisés en asile, mais seront finalement destinées aux élèves anormaux et instables, présents en classe ordinaire et aux élèves déscolarisés.
Les élèves atteints de débilité légère, ne pouvant suivre un enseignement dit normal et donc en échec scolaire, étaient considérés comme imparfaits, mais perfectibles, contrairement aux idiots et aux imbéciles.

## Historique
Les Lois Jules Ferry rendent l'instruction en école primaire gratuite, laïque et obligatoire en 1881-1882. Ces lois sont votées, en ce début de Troisième République, dans un contexte de lutte de la droite modérée au pouvoir contre la gauche sociale et communiste et contre la droite monarchiste, fraichement évincée du pouvoir. Ces lois trouvent également une opposition en l'église, puisque confiant l'enseignement dans les écoles publiques à des enseignants exclusivement laïques et imposant la formation de tous les enseignants.
De plus, un constat rapide est réalisé, qu'il ne suffit pas d'imposer l'école à tous les enfants, pour que tous apprennent à lire et à écrire. Une part importante (~10%) des élèves n'apprennent pas à lire.
Ce constat remet en cause l'universalisme de ce projet de l'école pour tous. Mais afin de ne pas mettre en doute les structures de cette nouvelle école, les théories sur les enfants inadaptés au milieu scolaire vont se développer.
De ces théories, nait le principe de l'enseignement spécialisé, prenant en charge en dehors de la classe normale, voire de l'école, l'élève en échec.
Les classes de perfectionnement resterons toutefois peu nombreuses durant la première moitié du XXe siècle, puisque, bien que créées par une loi, elles restent ouverte à la demande des communes et des départements et à leur charge. Ainsi, en 1964, ces classes deviennent des classes de perfectionnement pour débiles mentaux, avec une évaluation plus précise de la débilité basée sur l'échelle métrique de l'intelligence Binet-Simon, afin d'assurer une meilleure orientation et un meilleur recrutement des élèves inadaptés.
En 1965, le ministère de l'éducation nationale impose et organise la mise en place des classes de perfectionnement et des écoles nationales de perfectionnement. Une évaluation précise des effectifs d'élèves inadaptés est entreprise, afin de définir les besoins réels en structures d'accueil.
Les sections d'éducation spécialisée (SES) sont créées par la même circulaire pour la scolarisation des enfants inadaptés en collège d'enseignement secondaire (CES), afin d'assurer la continuité des classes de perfectionnement.

## Organisation et fonctionnement
Les classes de perfectionnement ont été « créées pour les enfants arriérés des deux sexes ». Elles recevaient les enfants de 6 à 13 ans, soit au sein de l'école communale, soit au sein d'une école autonome.
Les classes pouvaient accueillir normalement 15 élèves, et jusque 20 exceptionnellement.
Les enseignements étaient dispensés tous les jours sauf le jeudi après-midi et le dimanche.
Les instituteurs et institutrices chargés des classes sont titulaires du certificat d'aptitude pédagogique et du certificat d’aptitude à l’enseignement des enfants arriérés (CAEA).

## Programmes et projets
Le programme d'enseignement était essentiellement conçu autour d'activités artistiques (chant, pliage, dessin), d'activités de plein air (promenade, jardinage, jeux de course et d'adresse) et d'un peu d'instruction (lecture, écriture, prononciation, géographie et calcul); toute leçon de choses devant être rattachée à la vie pratique. 
Les activités ne devaient pas excéder la demi-heure.
Les enfants étant considérés anormaux et débiles, le but de ces classes était, outre de leur apporter un minimum d'instruction, « d’éviter qu’ils ne tombent à la charge de la société ». L'enseignement, en milieu rural, était donc principalement agricole, et des ateliers devaient, en milieu urbain, être aménagés afin de répondre aux besoins locaux (menuiserie, ferronnerie, confection, cordonnerie, broderie).